# ГЕС Верная
ГЕС Vernayaz — гідроелектростанція на південному заході Швейцарії. Становить нижній ступінь у складі гідровузла, створеного у сточищі L'Eua Noire (ліва притока Рони) на ресурсі з річок, які дренують східний схил масиву Haut-Giffre (Савойські Передальпи).
Вода для роботи ГЕС Vernayaz надходить із нижнього балансуючого резервуару станції Châtelard-Barberine (працює на ресурсі з лівих приток L'Eua Noire з використанням водосховища Vieux Emosson). Для цього від резервуару до машинного залу, розташованого вже у долині Рони, прокладено дериваційний тунель. Зал обладнано трьома турбінами типу Пелтон загальною потужністю 92 МВт, які працюють при напорі 645 метрів та виробляють 240 млн кВт·год на рік.
Станція була введена в експлуатацію у 1928 році та модернізована зі збільшенням потужності у 1974-му та 1989-му.
Відпрацьована вода відводиться до Рони.